# I bambini del dottor Jamison
I bambini del dottor Jamison (The Brian Keith Show; nella prima stagione The Little People) è una serie televisiva statunitense in 47 episodi trasmessi per la prima volta nel corso di 2 stagioni dal 1972 al 1974.
È una sitcom incentrata sulle vicende del dottor Sean Jamison, un pediatra che lavora in una clinica alle Hawaii insieme alla figlia Anne.

## Personaggi e interpreti
- Dottor Sean Jamison (stagioni 1-2), interpretato da Brian Keith.
- Dottoressa Anne Jamison (stagioni 1-2), interpretato da Shelley Fabares.
È la figlia di Sean, anche lei pediatra, lavora insieme a lui nella clinica.
- Puni (stagioni 1-2), interpretato da Victoria Young.
- Ronnie Collins (stagione 1), interpretato da Michael Gray.

È uno studente di medicina che aiuta Sean e Anne nella clinica.
- Guida turistica (stagioni 1-2), interpretato da Douglas Mossman.
- Alfred Landis (stagione 1), interpretato da Steven Hague.

È l'impertinente vicino di casa di Sean.
- Capo Hanamakii (stagione 1), interpretato da Zulu.
- Dottor Austin Chaffee (stagione 2), interpretato da Roger Bowen.
- Stewart (stagione 2), interpretato da Sean Tyler Hall.
È un amico di Alfred.
- Mrs. Gruber (stagione 2), interpretata da Nancy Kulp.

### Guest star
Tra le guest star: Edward Binns, Victor Buono, Christopher Connelly, Jackie Coogan, Jack Elam, Nina Foch, Dawn Lyn, Pat Morita, Douglas Mossman, Merlin Olsen (nel ruolo di se stesso), Dick Van Patten, Reta Shaw, Ronnie Schell, Robert Sterling, Dub Taylor, e David Wayne.

## Produzione
La serie fu prodotta da Miguel Productions e Warner Bros. Television e girata alle Hawaii. Le musiche furono composte da Jerry Fielding.

## Distribuzione
La serie fu trasmessa negli Stati Uniti dal 15 settembre 1972 al 29 marzo 1974 sulla rete televisiva NBC. In Italia è stata trasmessa con il titolo I bambini del dottor Jamison.
Alcune delle uscite internazionali sono state:
- negli Stati Uniti il 15 settembre 1972 (The Brian Keith Show o The Little People)
- in Germania Ovest il 12 marzo 1974 (Der Nächste bitte! o Hallo Doc)
- in Italia (I bambini del dottor Jamison o Il dottor Jamison)

## Episodi
| Stagione         | Episodi | Prima TV USA | Prima TV Italia |
| ---------------- | ------- | ------------ | --------------- |
| Prima stagione   | 24      | 1972-1973    |                 |
| Seconda stagione | 23      | 1973-1974    |                 |